# Asa de inseto
Os insetos são o único grupo de invertebrados conhecidos que desenvolveram a habilidade de voar. Isso acontece porque as asas dos insetos possuem veias rígidas de suporte. Essas veias podem variar entre determinados grupos de insetos, mas todas elas evoluíram a partir de um mesmo ancestral, sendo que tal fato ocorreu apenas uma vez na história.
As dinâmicas físicas de voo são compostas por voo direto e indireto. As espécies que empregam voo direto tem músculos das asas diretamente ligados à base da asa, de modo que um pequeno movimento para baixo da base de asa levanta a própria asa para cima. No entanto, insetos com voo indireto têm músculos que se ligam ao tórax, uma vez que as asas são extensões do exoesqueleto torácica, as deformações do tórax fazem as asas para se moverem também.
As asas podem estar presentes em um só sexo (muitas vezes no macho) em alguns grupos, como as formigas de veludo e Strepsiptera, ou seletivamente perdida em "trabalhadores" de insetos sociais como formigas e cupins. Raramente, a fêmea é alado, mas o macho não, como vespas do figo. Em alguns casos, as asas são produzidas apenas em determinados períodos do ciclo de vida, como por exemplo na fase de dispersão dos pulgões. Além da presença/ausência de asas simples, a estrutura e coloração, muitas vezes variam com morfos, tais como os afídeos, em fases migratórias de gafanhotos e borboletas polimórficas.
Em repouso, as asas podem ficar planas, dobradas ou um certo número de vezes ao longo de padrões específicos, mais tipicamente chamado de hindwings. Como e porque as asas dos insetos evoluíram não é bem compreendida. Três principais teorias sobre as origens do voo de insetos que são asas desenvolvidas a partir de lobos paranotal, extensões do Terga torácica, que são modificações de brânquias abdominais móveis, como os encontrados em ninfa aquáticos da efeméridas e, que as asas dos insetos surgiram a partir da fusão de pré-estruturas existentes, cada uma com articulação preexistente.

## Morfologia

### Interna
Cada uma das asas é constituída por uma membrana fina suportada por um sistema de veias. A membrana é formada por duas camadas de tegumento estreitamente apostos, enquanto que as veias são formadas quando as duas camadas permanecem separadas e a cutícula mais baixa pode ser mais espessa. Dentro de cada uma das veias principais existe um nervo e uma traqueia e, uma vez que as cavidades das veias são conectadas com o hemocelo, a hemolinfa passa a fluir para dentro das asas.
Também são veias lúmen da asa, que é uma extensão do hemocelo, que contém a traqueia, nervos e hemolinfa. À medida que a asa se desenvolve, as camadas dorsal e ventral ficam intimamente apostas sobre a maior parte da sua área que forma a membrana da asa. As áreas restantes formam canais, futuras veias, que podem ocorrer os nervos e traqueias. A cutícula em torno das veias se torna espessa e mais pesada para proporcionar resistência e rigidez à asa. Dois tipos de cabelo podem existir nas asas: microtrichia, que são pequenos, de forma irregular e dispersos e macrotrichia, que são maiores, e podem limitar a veias.

### Venação
Em alguns insetos muito pequenos, a venação pode ser bastante reduzida. Em Chalcidoidea (vespas), por exemplo, apenas partes do raio estão presentes. Por outro lado, um aumento da venação pode ocorrer pela ramificação de veias existentes para produzir veias acessórias ou pelo desenvolvimento de, veias intercalares adicionais entre as originais, como as asas de Orthoptera (gafanhotos e grilos). Um grande número de veias transversais estão presentes em alguns insetos, e eles podem formar um retículo como nas asas de Odonata (libélulas, borboletas e traças) e na base das asas dianteiras de Tettigoniidae e Acridoidea (gafanhotos e grilos, respectivamente).

Sistema de Comstock-Needham

Archedictyon é o nome dado a um esquema hipotético de venação de asa proposto para o primeiro inseto alado. Ele baseia-se numa combinação de dados e especulações fósseis. Como todos os insetos alados, acredita-se que evoluíram a partir de um ancestral comum, o archediction representa o "modelo" que foi modificado (e simplificado) pela seleção natural em 200 milhões de anos. De acordo com o dogma atual, o archedictyon contém de 6 a 8 veias longitudinais. Estas veias (e suas ramificações) são nomeadas de acordo com um sistema concebido por John e George Comstock-Needham no sitema:
Costa (C) – a ponta da asa
Subcosta (Sc) – segunda veia longitudinal (atrás da costa), geralmente não ramificada
Radius (R) – terceira veia longitudinal
Media (M) – quarta veia longitudinal
Cubitus (Cu) – quinta veia longitudinal
Anal veins (A1, A2, A3) – veias não ramificadas atrás do cúbito

### Áreas

A áreas das asas são delimitadas e subdivididas por linhas de dobras ao longo da qual a asa pode dobrar, e linhas de flexão ao longo da qual a asa pode flexionar durante o voo. A distinção fundamental entre as linhas de flexão e linhas de dobra pode permitir alguma flexibilidade ou vice-versa. Duas constantes que são encontradas em quase todas as asas de insetos são a linha de flexão e a linha de dobragem; formando fronteiras variáveis e insatisfatórias. Dobraduras na asa podem ser muito complicadas, com dobragem transversal ocorrendo nas asas traseiras de Dermaptera e Coleoptera, e em alguns insetos com áreas que podem ser dobradas como um ventilador.
Remigium
Região anal (vannus)
Área jugal area
Região axilar
Alula
A maioria das veias e ocorrem na região anterior do remigium, que é responsável pela maior parte do voo, alimentado pelos músculos torácicos. A parte posterior do remigium é às vezes chamado de clavus, os dois outros campos posteriores são o anal e área jugal. Às vezes existe a posição habitual anterior ao grupo de veias anais, o remigium contém os subcostais radiais medial, veias costais, cubital e postcubital.